# Puente la Reina
Puente la Reina (em castelhano) ou Gares (em basco) é um município da Espanha na província e comunidade foral (autónoma) de Navarra. Tem 39,71 km² de área e em 2021 tinha 2 920 habitantes (densidade: 73,5 hab./km²).

## Demografia
| Variação demográfica de Puente la Reina entre 1991 e 2004 |       |       |       |
| 1991                                                      | 1996  | 2001  | 2004  |
| 2 124                                                     | 2 120 | 2 412 | 2 546 |
|                                                           |       |       |       |